# Eugeni Mata i Miarons
Eugeni Mata i Miarons (Reus, 4 de juny de 1845 - 10 de novembre de 1899) va ser un matemàtic i professor reusenc.
Nebot del metge Pere Mata, va estudiar el primer ensenyament i el començament del batxillerat a Reus i l'acabà a Tarragona. Més tard, a Barcelona i a Madrid va fer estudis de Literatura i Ciències i es llicencià en Ciències Exactes. Va ser catedràtic a l'institut d'Osuna i a Tarragona i el 1875 va tornar a Reus com a catedràtic de matemàtiques. El mateix 1875 va ser nomenat director de l'Institut local on va deixar un bon record. Era partidari de l'ensenyament dels obrers, tasca a la que es dedicà de franc. Va ser president del Centre de Lectura des d'on va impulsar la instrucció popular. En el seu temps aquesta societat es va engrandir, degut a la seva tasca de proselitisme dirigida a divulgar el coneixement. També va col·laborar en diversos diaris, com en la primera època d' El Crepúsculo, periòdic literari que va fundar i on col·laboraven alumnes de l'institut, el Diari de Reus, Reus literari, La Verdad, Lo Somatent, Las Circunstancias, i d'altres. Va publicar llibres de text sobre literatura i matemàtiques. El 1884 va ser un dels signants del manifest de constitució de l'Associació Catalanista de Reus. També va destacar com a poeta, publicant els seus versos a l'Eco del Centro de Lectura, que la seva família va aplegar i editar a Reus amb el títol Poesías de don Eugenio Mata y Miaróns l'any 1900, que conté sobretot treballs en català i mitja dotzena en castellà, alguns d'ells publicats i altres llegits en vetllades literàries del Centre de Lectura o de l'Institut de Reus. La majoria de versos d'Eugeni Mata tenen caràcter humorístic, pensats més aviat per passar l'estona i planers de llenguatge. La seva ciutat natal li va dedicar un carrer. Un germà seu, Ricard Mata Miarons, va ser metge i president del Col·legi de Metges de Reus el 1912.